# Mistrzostwa Azji w Maratonie 1996
Mistrzostwa Azji w Maratonie 1996 – zawody lekkoatletyczne na dystansie maratońskim, które odbyły się 27 października 1996 w Chuncheon w Korei Południowej.
Były to piąte odrębne mistrzostwa Azji w maratonie, we wcześniejszych latach trzykrotnie (1973, 1975 oraz 1985) konkurencję tę rozgrywano w ramach mistrzostw Azji w lekkoatletyce.

## Rezultaty

### Mężczyźni
| Konkurencja:    | 1. miejsce      | Rezultat | 2. miejsce    | Rezultat | 3. miejsce    | Rezultat |
| Bieg maratoński | Norihiro Otoshi | 2:14:02  | Tatsuya Hoshi | 2:14:03  | Baek Seung-do | 2:14:05  |

### Kobiety
| Konkurencja:    | 1. miejsce     | Rezultat | 2. miejsce   | Rezultat | 3. miejsce   | Rezultat |
| Bieg maratoński | Yukari Komatsu | 2:37:54  | Toshiko Mori | 2:38:04  | Bang Sun-hee | 2:39:48  |